# South Willard
South Willard es un lugar designado por el censo ubicado en el condado de Box Elder en el estado estadounidense de Utah. En el año 2000 tenía una población de 586 habitantes.

## Geografía
South Willard se encuentra ubicado en las coordenadas 41°21′16″N 112°2′26″O / 41.35444, -112.04056. Según la Oficina del Censo, la localidad tiene un área total de 15,1 km² (5,8 mi²), de la cual toda es tierra.

## Demografía
Según la Oficina del Censo en 2000, habían 586 personas y 156 familias residentes en el lugar, 95.22% de los cuales eran personas de raza blanca.
Según la Oficina del Censo en 2000 los ingresos medios por hogar en la localidad eran de $24,375, y los ingresos medios por familia eran $35,750. Los hombres tenían unos ingresos medios de $36,250 frente a los $35,250 para las mujeres. La renta per cápita para la localidad era de $13,604. Alrededor del 7.4% de la población estaban por debajo del umbral de pobreza, incluyendo 3% de los habitantes mayores de 65 años.